# 螃蟹號潛艇 (1912年)
螃蟹號潛艇（Краб）是世界上第一艘潛艇布雷艇，由米哈伊爾·彼得羅維奇·納廖托夫設計，該潛艇是為俄羅斯帝國海軍建造的潛艇。因建造時程延误而較德國UC-I型潛艇晚投入使用。水雷被裝填在兩個水平通道，通過船尾出水，潛水深度為45米。該潛艇造於尼古拉耶夫，由黑海旁的尼古拉耶夫海軍造船廠建造。1908年下單，1912年9月下水（有其它來源說是1913年初），並在1915年服役。

## 服役

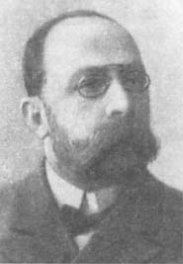
米哈伊爾·納廖托夫

這艘潛艇在第一次世界大戰期間曾於黑海艦隊服役，該潛艇鋪設了幾個雷區，造成土耳其巡邏艦「Isa Reis」、保加利亞魚雷艇「Shumni」，還有幾艘商船沉沒。在1917年俄國革命後，這艘潛艇被德國人俘獲，後來被轉移到英國干預部隊，英國干預部隊在塞瓦斯托波爾附近鑿沉了這艘潛艇，以防止被布爾什維克獲得。沉船於1935年被打撈後報廢。